# Cuarencena
Cuarencena es una película de comedia dramática y humor negro dominicana de 2023 escrita y dirigida por David Maler. Protagonizada por Frank Perozo, Nashla Bogaert, Luis José Germán y Elizabeth Chahín. Se estrenó el 16 de marzo de 2023 en cines dominicanos.

## Sinopsis
Un chef y su esposa organizan una velada en su lujoso apartamento colonial a pesar de un toque de queda que afecta a todo el país. 7 amigos, bajo cuarentena, que no podrán salir hasta que se levante el toque de queda a la mañana siguiente.

## Reparto
Los actores que participaron en esta película son:
- Frank Perozo como El Chompi
- Nashla Bogaert como Carmen
- Luis José Germán como Mateo
- Elizabeth Chahín como Aurora
- Richarson Díaz como Jorge
- Freddy Ginebra como Papá
- Soraya Pina como Claudia
- Isabel Spencer como Joana 'Jojo'
- Joshua Wagner como Jonás

## Producción
La fotografía principal inició en diciembre de 2020 en las instalaciones de los estudios de Pinewood República Dominicana.